# Hammer of the Gods (jeu vidéo)
Pour les articles homonymes, voir Hammer of the Gods.
Ne doit pas être confondu avec Hammer of the Gods (film).
Hammer of the Gods est un jeu vidéo de stratégie au tour par tour de type 4X sorti en 1994 sous DOS. Le jeu a été développé par Holistic Design et édité par New World Computing.

## Accueil
| Hammer of the Gods    |      |       |
| Média                 | Pays | Notes |
| Computer Gaming World | US   | 3.5/5 |
| Dragon                | US   | 4/5   |
| Gen4                  | FR   | 63 %  |
| Joystick              | FR   | 84 %  |
| PC Gamer US           | US   | 83 %  |